# ESSEC Business School
ESSEC Business School (École supérieure des sciences économiques et commerciales) je europska poslovna škola s razvedenim kampusom smještenim u Cergyu, La Défenseu, Singapuru, Rabatu i Mauricijusu. Osnovana je 1907.
Financial Times je 2015. školu rangirao na 16. mjesto među europskim poslovnim školama. U 2016., ESSEC-ov program menadžmenta Financial Times je ocijenio 3. u svijetu. Škola zauzima 45. mjesto na globalnoj ljestvici sa svojim Executive MBA programom.
Svi programi imaju trostruku akreditaciju međunarodnih udruga AMBA, EQUIS, i AACSB.

## Vanjske poveznice
- Službena stranica